# Южный (Запорожье)
Южный (укр. Південний, также «Пески», или же укр. Піски) — жилой массив в Коммунарском районе, который находится в южной части района города Запорожье.
Жилмассив состоит из микрорайонов с номерами от одного до пяти, застройка образована панельными домами высотой в 9 этажей (В основном серия 1-480А ,секции 065, 066, 067)). Встречаются также единичные кирпичные дома (до 16-ти этажей). Строительство жилмассива начато 9 сентября 1984 года. Поскольку территория находится на намывном песке, то в обиходе жилмассив получил название «Пески». Большая часть жилмассива «Пески» достроена была в конце 1990-х годов, а елитные жилые комплексы начали строить в 2000-х годах. 

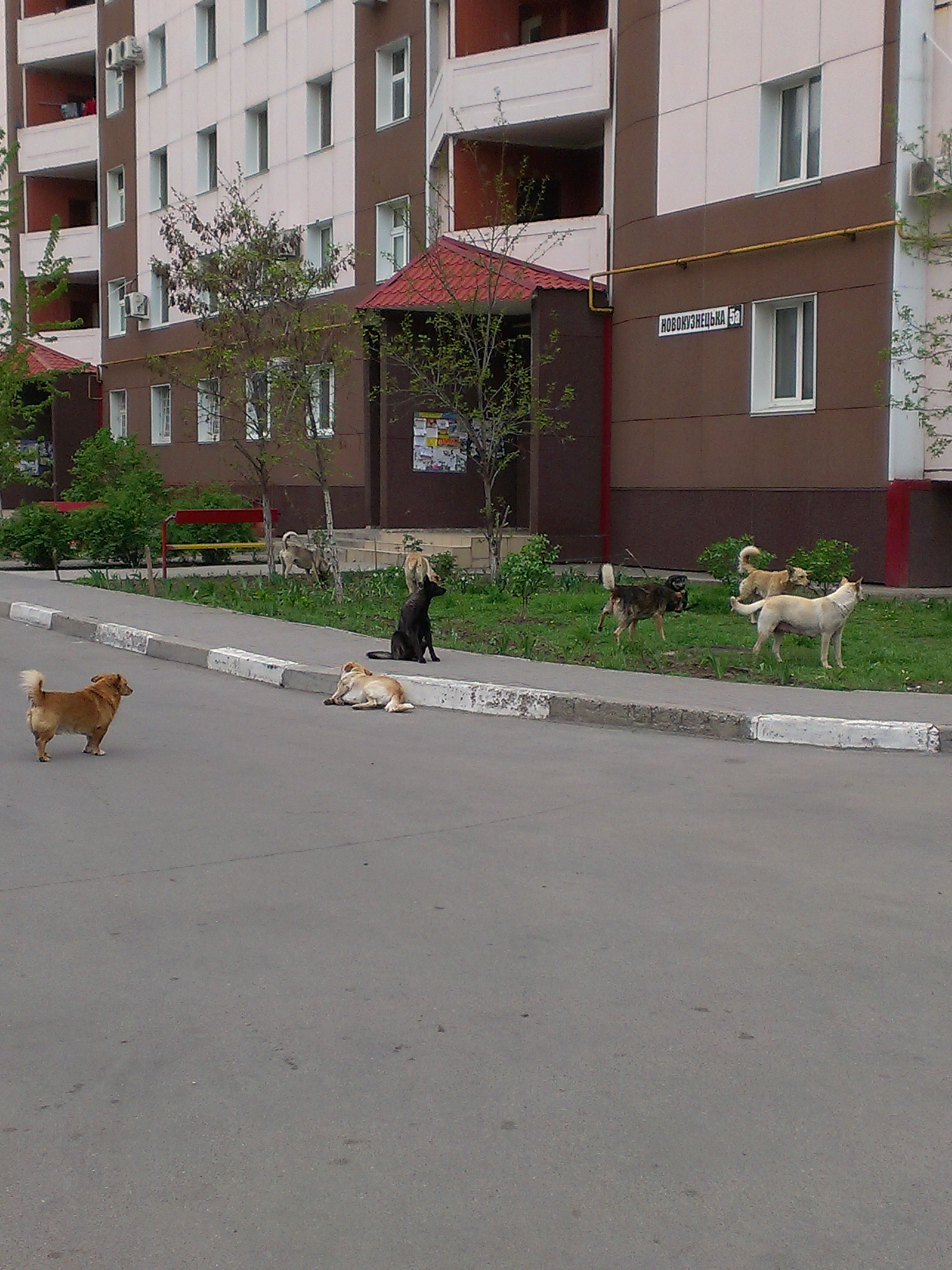
Бездомные собаки жилмассива

Проблемами жилмассива являются разворовывание песка, бездомные собаки и их своры людьми. Бездомные собаки не подвергаються стерилизации (Что тоже считается проблемой). До 2015—2017 гг. проблемой являлись плохие дороги и улицы. 
Улицы жилмассива: Автозаводская, Водограйная (бывшая Гаврилова), Нагнибеды, Новокузнецкая, проспект 40-летия Победы, Стешенко.

## Застройка Николаевской поймы
Проект детальной планировки был выполнен к 1982 г. архитекторами института «Запорожгражданпроект» (среди которых архитектор А. Мастютко, инженер Н. Зинченко). Он предусматривал, что на восьми микрорайонах будут жить 170 тысяч жителей. Застраивалась живописная зелёная часть Запорожья на намывочной территории Николаевской поймы площадью в 600 га. Здешние плавни после строительства Каховской ГЭС были полузатоплены. Предполагалось, что через весь жилой массив пройдут дренажные каналы для понижения грунтовых вод.
В 1981 году устанавливаются земснаряды и намывают из русла Днепра песок. Над намывом работало подразделение речного порта им. Ленина, которому предстояло покрыть 600 га территории слоем песка высотой в 5 м. Добытый из русла Днепра песок укладывался в проектную (по застройке) часть поймы.
Через несколько лет здесь стали возводить жилые дома. Первую сваю на глубину 12 м, до уровня непросадочных грунтов, здесь вбили осенью 1984.

## Планы застройки и развития
Согласно проекту, представленному в 2007 году на Южном построят 9 микрорайонов (сейчас идёт строительство 5-го).
Южный жилмассив планируется соединить с Космическим жилмассивом троллейбусным маршрутом с троллейбусами на аккумуляторах. В дальней перспективе существует проект Запорожского лёгкого метро с помощью которого возможно связать «Южный» с центральной частью города.
Детальным планом жилмассива предусматривается комплексная жилая застройка территории в размере 242 га, территорий под предприятия обслуживания — 113 га, под социальные объекты (детские дошкольные учреждения, школы) — 40 га. Вдоль берега Днепра предусмотрен пляж протяжённостью 1,5 км.
Кроме этого, на территории планируется разместить 2408 тыс. м² многоквартирной застройки (32,8 тыс. квартир), в том числе многоэтажного жилья — 2290 тыс. м² и 118 тыс. м² домов средней этажности. Планом предусмотрено также строительство социального жилья — 10 % от общего объёма застройки.
В проекте жилмассива было предусмотрено пожарное депо на 4 автомобиля. Строительство депо было начато, однако из-за отсутствия финансирования в 1993 г. строительство было приостановлено, а потом территория и постройка решением городского совета были переданы ВРЭЖО-11. Данное решение противоречит постановлению Кабинета министров Украины. Профильная городская программа, утверждённая в 2005 году, предусматривала создание аварийно-спасательного подразделения на жилмассива до 2010 года, однако к этой дате оно не было создано.
В планах улучшения системы отопления жилмассива «Южный» — летом получать горячую воду за счет избыточного тепла комбината «Запорожсталь», что должно снизить объёмы потребления городом природного газа на 8 миллионов кубометров в год.

## Транспорт

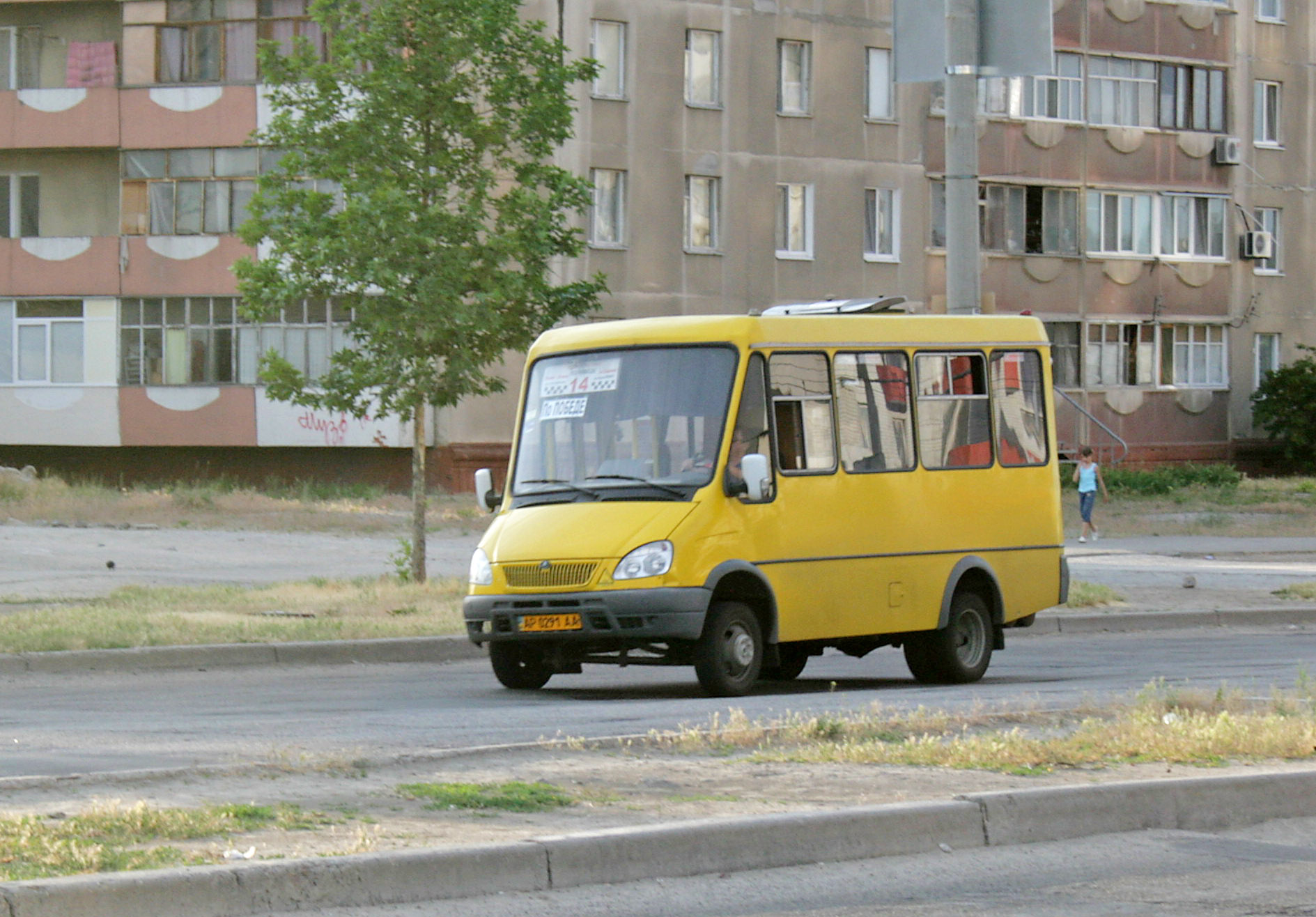
БАЗ 2215 (Дельфин) на маршруте № 14 на Южном жилмассиве

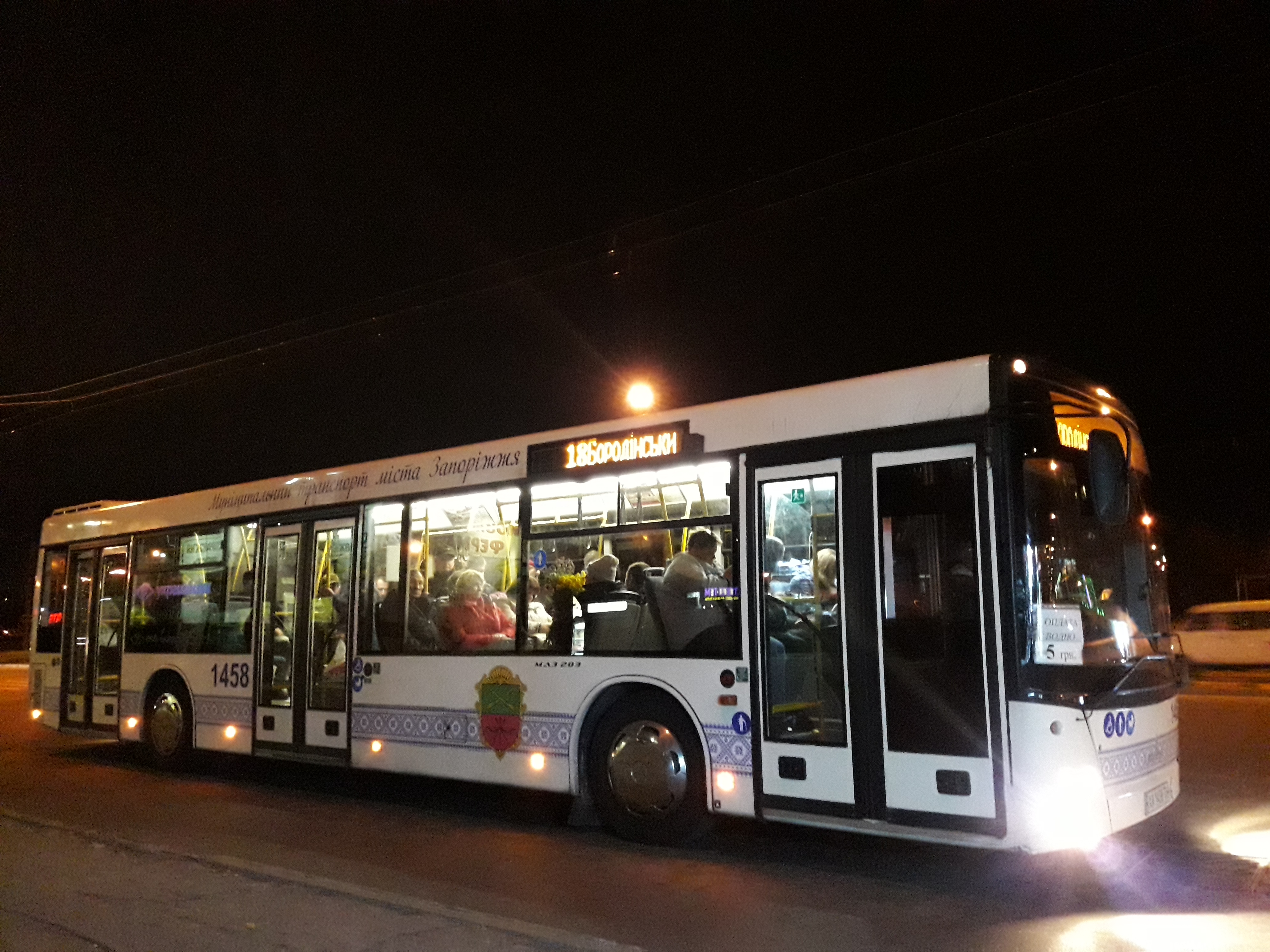
МАЗ-203 на маршруте № 18

На жилмассив можно добраться троллейбусом № 3, автобусами или маршрутными такси № 17, 18, 20, 29, 31, 37, 42, 61, 62, 67, 74, 75, 81, 88, 98, 99, 201, 202, 364.
Первый участок троллейбусной линии на Южный был открыт в 2001 году на День независимости Украины. Он состоял из отрезка от железнодорожного вокзала Запорожье-1 до первого кольца жилмассива без промежуточных остановок. 6 октября 2001 года, ко дню города, была открыта вторая очередь новой линии до 4-го микрорайона. Благодаря усилиям городского головы Александра Поляка строительство было завершено в срок. По расчётам КП «Запорожэлектротранс» стоимость подведения ветки троллейбуса составила 18 млн грн., однако позже стоимость была уменьшена вдвое.
При городском голове Евгении Карташове до Южного жилмассива была продлена Набережная магистраль.
На территории жилмассива есть две АЗС компании «Укрнафта», по одной компаний «Авиас плюс» и «Алеро»; автомойка, автостоянки, мелкие магазины автозапчастей.

## Лесопарк, рекреация
К западной границе жилмассива примыкает лесопарк, окаймляющий Гребной канал (так называемая Запорожская лесная дача). Это сохранившийся небольшой участок пойменного леса. Большую часть не заболоченной территории которого занимают насаждения чёрного тополя, черешчатого дуба, вяза, чёрной шелковицы, ломкой ивы. В подросте преобладает поросль ясенелистного клёна, гладкого вяза. Подлесок развит слабо и представлен боярышником, лохом узколистым, европейским бересклетом. Имеется кустарниковая аморфа. Травяной покров развит хорошо. Здесь располагаются базы отдыха и профилактории. Территория испытывает значительную рекреационную нагрузку.
На гребном канале проводятся тренировки спортсменов-гребцов, соревнования Запорожской областной федерации гребного спорта.
За каналом, через узкую полосу земли, расположен Днепр. По этой части проходит детская железная дорога. Из года в год воду гребного канала и прибрежную часть Днепра санитарно-эпидемиологическая станция признаёт не годной к купанию. Отдых на базах отдыха (т. н. «Волне») на Днепре оценивается весьма низко. Несмотря на запущенность, Гребной канал пользуется большим спросом и служит как пляж, место для рыбалки или вылазки.

## Образование
На территории жилмассива расположены несколько детских садов. Детский сад № 285 «Улыбка» был закрыт в 2002 году. Его реконструкция (что должно дать 250 мест) планировалась с 2010 года, началась в мае 2012 года, а закончилась в октябре 2015 года при городском голове Александре Сине.
На территории жилмассива расположены четыре школы:
| Номер школы | Характеристика | Адрес                        | Год открытия |
| ----------- | --- | ---------------------------- | ------------ |
| 97          | Общеобразовательная школа І-ІІІ степеней | Проспект 40-летия Победы, 27 | 1985         |
| 103         | Общеобразовательная школа І-ІІІ степеней (ранее учебно-воспитательный комплекс эстетического профиля)                                        | ул. Новокузнецкая, 18а       | 1989         |
| 107         | Гимназия | Проспект 40-летия Победы, 59 | 1993         |
| 110         | Дошкольное учебное заведение — общеобразовательное учебное заведение (ранее общеобразовательный многопрофильный спортивно-лечебный комплекс) | ул. Стешенко, 19             | 1994         |

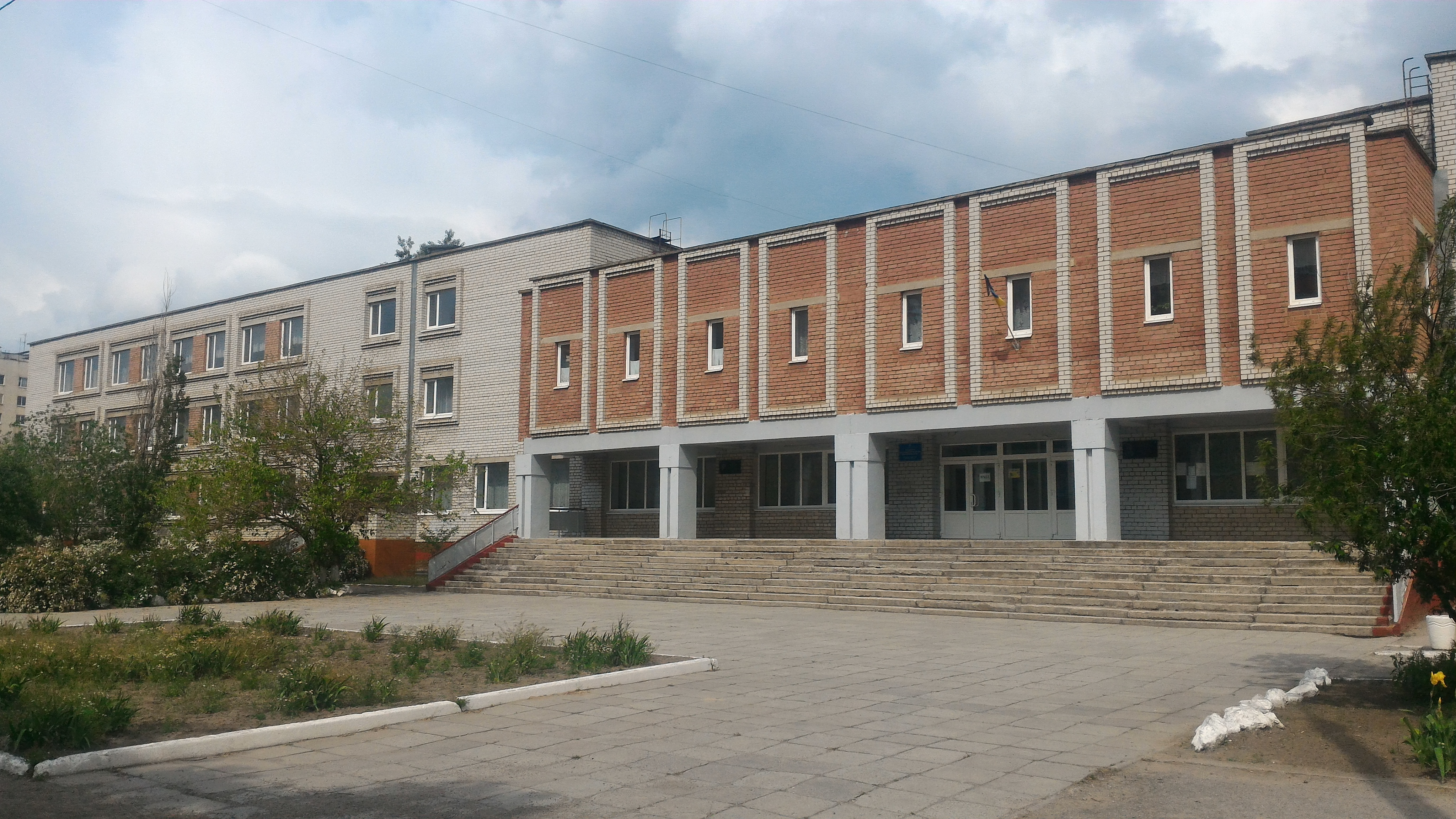
Школа № 97

В школе № 97 располагается филиал «Европейского университета».
Действует детская библиотека «Эврика». В 2010 году в библиотеке открылся информационный библиотечный центр в рамках международного проекта грантов «Библиомост»

## Религия

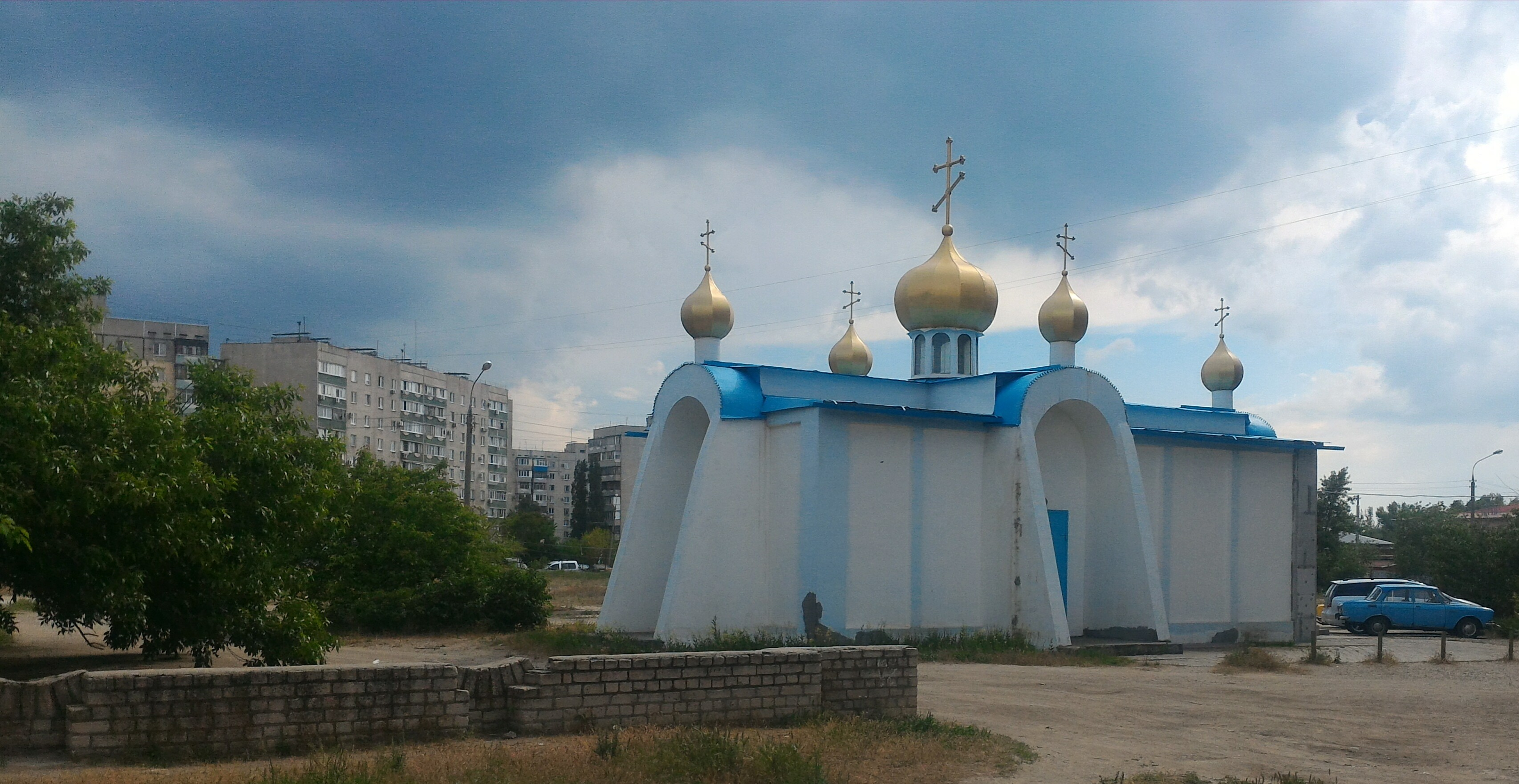
Свято-Елизаветинский храм УПЦ МП

| Храм                                           | Деноминация                                               | Расположение         |
| ---------------------------------------------- | --------------------------------------------------------- | -------------------- |
| Свято-Елизаветинский храм                      | Украинская православная церковь (Московского патриархата) | напротив школы № 97  |
| Храм Святого равноапостольного князя Владимира | Православная церковь Украины                              | ул. Новокузнецкая, 5 |
| Молитвенный дом                                | Евангельские христиане-баптисты                           | возле гимназии № 107 |

## Инфраструктура

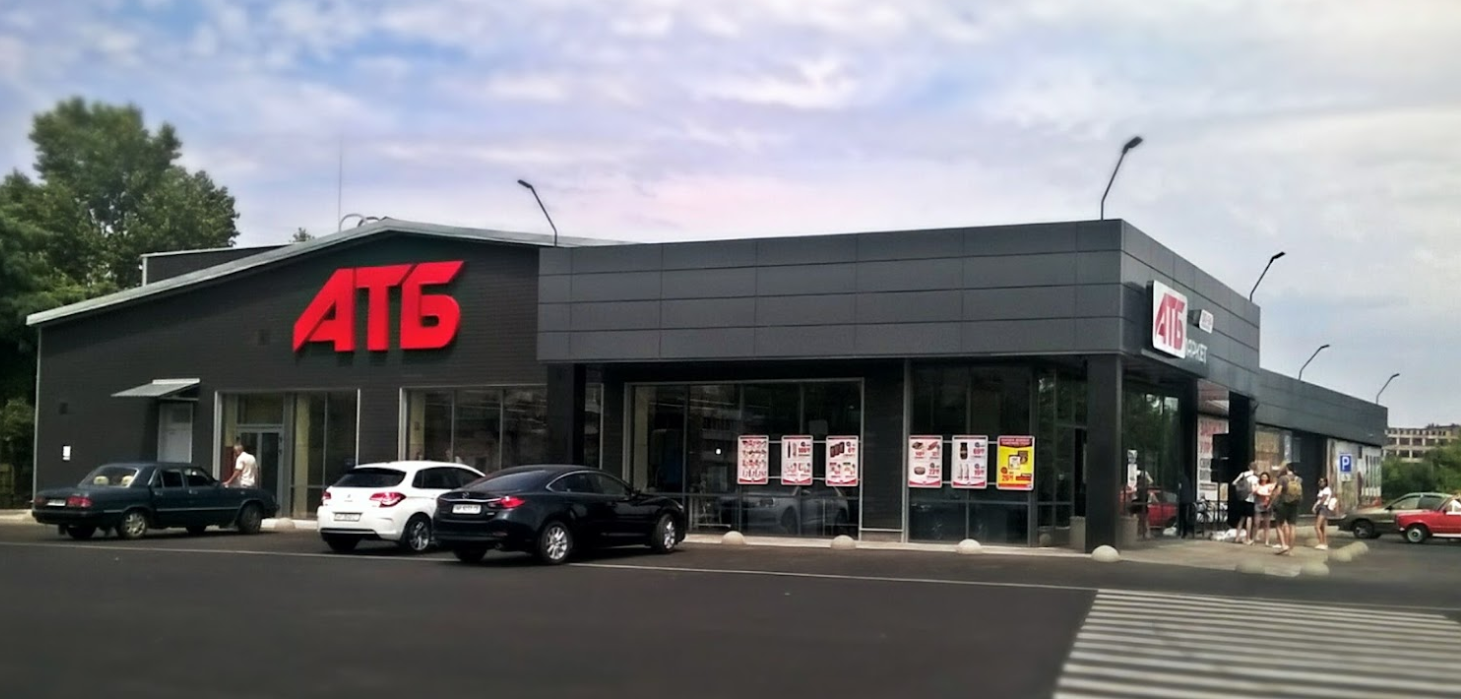
Магазин АТБ-Маркет

При въезде на жилмассив расположено почтовое отделение «Укрпочты».
Действуют районные компьютерные сети SouthSide (Fregat), Linet.
Торговля обеспечивается супермаркетами (торговых сетей «АТБ», Сильпо, thrash!, Varus), рынком, мелкими продуктовыми магазинами, киосками. Есть мебельный и компьютерный магазины. 
В жилмассиве "Пески" действовал большой гипермаркет «Амстор»
Действуют мелкие филиалы банков «Индустриалбанк», «Метабанк», «Ощадбанк», «Приватбанк», «Укрсоцбанк» (UniCredit).

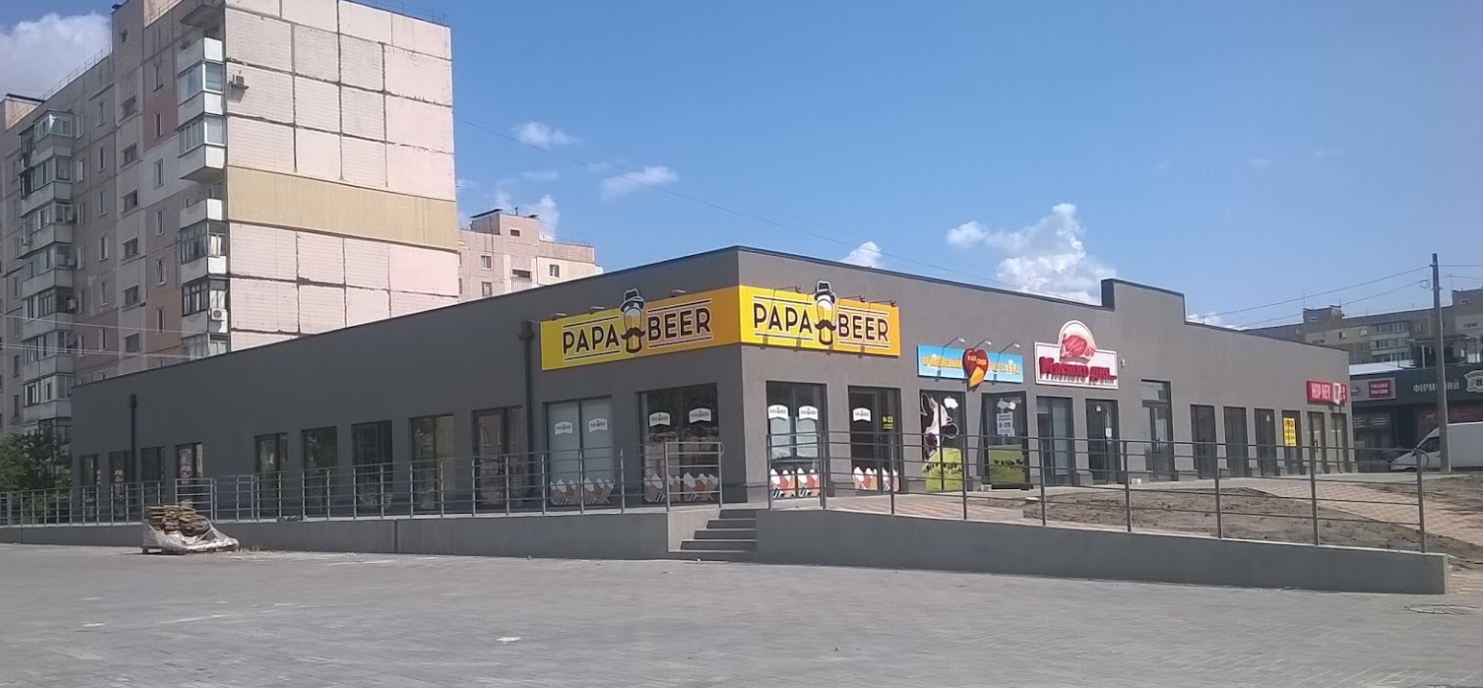
Комплекс магазинов на 4-Южном микрорайоне

На территории жилмассива расположен ночной клуб «Сахара» (бывший магазин «Универсам»). На текущий момент это самый большой клуб города Запорожья (площадью 2000 м²) и единственный клуб со своим танцевальным балетом. Спортивно-развлекательный центр был открыт в 1999 году и с тех пор постоянно реконструируется. На территории центра расположены: танцевальный клуб на 400 мест, бильярдный зал на 8 столов русского бильярда, ресторан в восточном стиле на 50 мест, два спортивных зала, сауна, теннисный корт и трёхзвёздочная гостиница на 32 номера.
В 2011 году областной СЭС отмечалось недостаточное развитие зелёных зон жилмассива.
По улице Автозаводской, 40-44 был заложен сквер площадью 3,8 га. В 2015 году в сквере ко Дню независимости открыли стелу, выполненную с использованием государственной символики в цветах национального флага.
На север от жилмассива расположена городская больница № 7 с поликлиникой, по улице Автозаводской — поликлиническое отделение детской клинической больницы, действуют три стоматологические клиники, несколько аптек.

## Когенерационная станция
В 2001 году начала работать первая на Украине когенерационная станция, которая на базе существующей котельной одновременно с теплом вырабатывала электроэнергию и была призвана обеспечивать более дешёвой горячей водой и электроэнергией жителей Южного жилмассива. Проект станции был разработан и воплощён в жизнь совместными усилиями Института технической теплофизики НАНУ, запорожским ОАО «Рассвет» и КБ «Прогресс» при активной поддержке обладминистрации и Госкомитета по энергосбережению.
Мощность станции по электричеству — 2,5 МВт, по теплу — 16,4 Гкал/час. В установке использовалась газотурбинная электростанция ПАЭС-2500 и три котла КВ-Г-6,5-150, система глубокого охлаждения продуктов сгорания. Установка была смонтирована на базе авиационного двигателя АИ-20.
Ожидалось, что затраты топлива на производство электроэнергии на когенерационной станции будут в 1,5-2 раза ниже, чем на обычных тепловых электростанциях; выброс тепловой энергии должен был уменьшиться до 20 процентов, вредных газов — в 10 раз. Станция прекратила свою работу.

## Улицы жилмассива
Улица Автозаводская получила своё название 20 июня 1985 года в честь Запорожского автозавода.
Улица 40-летия Победы получила своё название 26 мая 1988 года.
Улица Новокузнецкая получила своё название 26 мая 1988 года в честь дружбы и сотрудничества с городом-побратимом Запорожья — Новокузнецком. Соответственно в Новокузнецке есть улица Запорожская.
Улица Водограйная получила свое название в 2016 году. До этого она называлась улицей Гаврилова и получила своё название 23 марта 1989 года в честь революционера Ивана Андреевича Гаврилова (1866—1940).
Улица Нагнибиды получила своё название 23 марта 1989 г. в честь украинского советского поэта Николая Львовича Нагнибиды (1917—1985).
Улица Стешенко получила своё название 10 ноября 1992 г. в честь Владимира Петровича Стешенко (1933—1991) — главного конструктора завода «Коммунар» (ЗАЗ), которому он отдал более 30 лет своей жизни. В. П. Стешенко — кандидат технических наук, автор 50 изобретений, научных работ. Под его руководством разработаны семейства автомобилей ЗАЗ-966, ЗАЗ-968, ЗАЗ-1102 «Таврия».

## «Южный» в новостях
- В Запорожье Президент вручил ключи от квартир в рамках реализации программы «Доступное жилье». Сайт Президента Украины (10 октября 2009). Дата обращения: 10 октября 2009.
- Шилин Д. Песок с Южного уходит, как вода в песок. «Индустриальное Запорожье» (15 сентября 2009). Дата обращения: 15 сентября 2009. Архивировано из оригинала 31 марта 2012 года.
- Жители Южного микрорайона Запорожья провели акцию протеста против частной застройки (23 апреля 2008). Дата обращения: 15 мая 2009. Архивировано из оригинала 15 июня 2010 года.
- «Южный» будет жить и развиваться по своему «закону» (18 мая 2007). Дата обращения: 22 августа 2013. Архивировано из оригинала 4 марта 2016 года.
- Зыбучие пески. МТМ (15 декабря 2012). Архивировано из оригинала 4 марта 2016 года.